# Abraxas neomartaria
Abraxas neomartaria là một loài bướm đêm trong họ Geometridae.